# Authumes
Authumes település Franciaországban, Saône-et-Loire megyében. Lakosainak száma 286 fő (2022. január 1.). Authumes Fretterans, Neublans-Abergement, La Chapelle-Saint-Sauveur, Mouthier-en-Bresse, Pierre-de-Bresse és Torpes községekkel határos.

## Népesség
A település népességének változása:
| Lakosok száma | 260  | 255  | 259  | 252  | 262  | 272  | 282  | 284  | 286  |
|               | 2013 | 2015 | 2016 | 2017 | 2018 | 2019 | 2020 | 2021 | 2022 |